# Stade de Paris
Das Stade de Paris, üblicherweise Stade Bauer genannt bezüglich seiner Lage an der Rue du Docteur Bauer, ist ein Fußballstadion mit 18.000 Plätzen in Saint-Ouen-sur-Seine in den nördlichen Vororten von Paris. Das Stadion wird hauptsächlich genutzt vom Red Star Paris. Es befindet sich im Besitz der Kommune Saint-Ouen und heißt deshalb auch Stade Municipal de Saint-Ouen.

## Geschichte
Im Eröffnungsspiel am 24. Oktober 1909 spielten die Red Stars gegen die Old Westminsters. Das Stadion diente als ein Austragungsort beim olympischen Fußballturnier 1924. In den beiden Jahren zuvor wurde es erstmals renoviert und in Stade de Paris umbenannt.
Durch mangelnde Wartung und schwerwiegende Beschädigungen bei einem Sturm im Jahr 1999 ist das Stadion in einem schlechten Zustand und war auf eine Kapazität von 10.000 Zuschauern beschränkt.
Im Mai 2021 wurde das Stadion an eine Investorengruppe verkauft, die das Stadion von Grund auf neu entwickelt. Ziel ist, das Stadion für Red Star zweitligatauglich zu machen. Im Januar 2024 wurde die neue Osttribune für 4.794 Zuschauer eingeweiht. Seit Januar 2025 steht die Südtribüne mit 834 Plätzen zur Verfügung. Im Endausbau sollen 10.000 Zuschauer Platz finden. 

## Galerie

Außenansicht
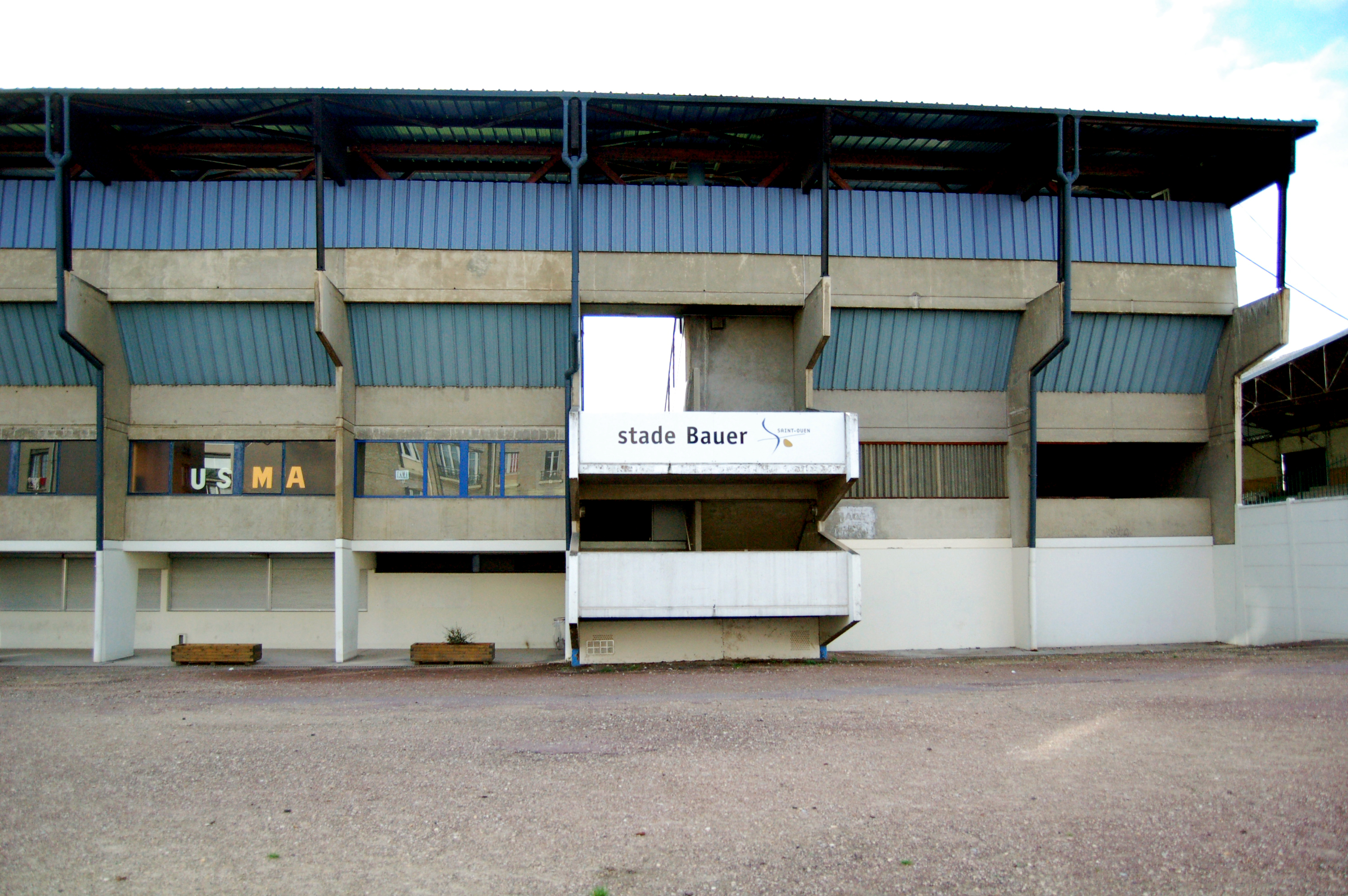
Fassade
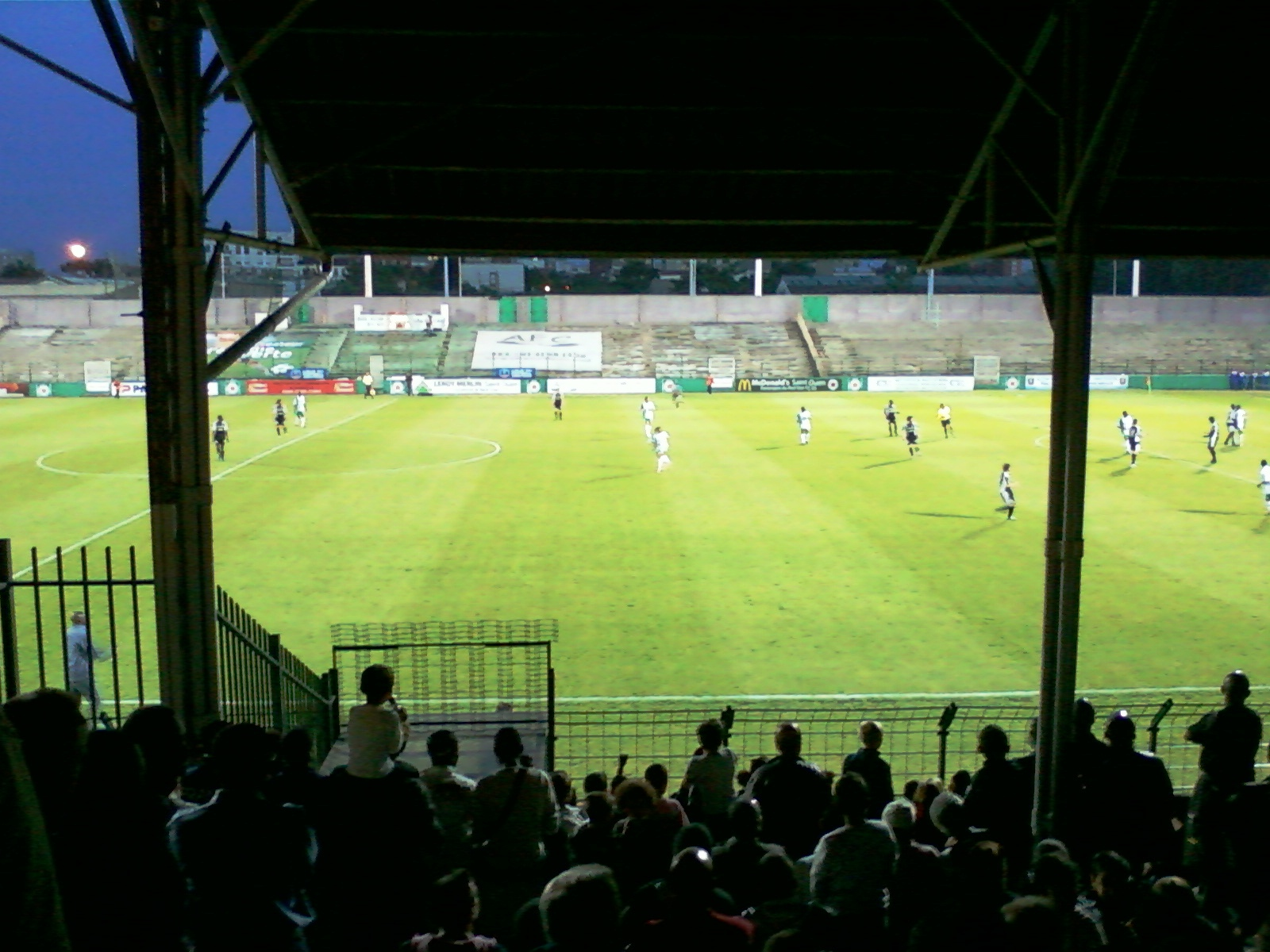
Spiel im «Stade Bauer» 2011
Austragungsorte der Olympischen Sommerspiele 1924